# Selena + Chef
Selena + Chef es un programa de cocina de televisión estadounidense por streaming presentado por Selena Gomez, que se estrenó en la plataforma de vídeo bajo demanda HBO Max el 13 de agosto de 2020. La primera temporada consta de 10 episodios. En agosto de 2020, la serie se renovó para una segunda temporada. La segunda temporada de la serie se estrenó el 19 de noviembre de 2020 y continuó con la emisión de más episodios, hasta el 21 de enero de 2021. En abril de 2021, se renovó para una tercera temporada. La tercera temporada se estrenó el 28 de octubre de 2021 y en noviembre de ese año se renovó para una cuarta temporada que fue estrenada el 18 de agosto de 2022.

## Premisa
Selena Gomez protagoniza una serie de cocina sin guion filmada en su casa durante la cuarentena. Cada episodio presenta a Selena abordando una nueva cocina y tiene como estrellas invitadas a un chef profesional diferente en cada emisión, donde cubren consejos, trucos y sobre cómo lidiar con los desastres en la cocina. Para cada episodio, el programa dona $10.000 dólares a una organización benéfica elegida por el chef invitado, a menudo relacionadas con la comida y los alimentos.

## Elenco
Selena Gomez participa como la conductora de la serie. Entre los invitados de la primera temporada se incluyen:
- Ludo Lefebvre
- Antonia Lofaso
- Candice Kumai
- Roy Choi
- Jon Shook
- Vinny Dotolo
- Nancy Silverton
- Angelo Sosa
- Tanya Holland
- Daniel Holzman
- Nyesha Arrington

Los invitados de la segunda temporada incluyen a:
- Aarti Sequeira
- Curtis Stone
- JJ Johnson
- José Andrés
- Evan Funke
- Graham Elliot
- Jordan Adino
- Kelis Rogers
- Marcela Valladolid
- Marcus Samuelsson

### Invitados especiales
- Nana Cornett
- Papa Cornett
- Liz Golden
- Raquelle Stevens
- Theresa Mingus
- Paige Reed

## Episodios
| Temporada | Temporada | Episodios | Episodios | Emisión original        | Emisión original        |
| Temporada | Temporada | Episodios | Episodios | Primera emisión         | Última emisión          |
| --------- | --------- | --------- | --------- | ----------------------- | ----------------------- |
|           | 1         | 10        | 10        | 13 de agosto de 2020    | 27 de agosto de 2020    |
|           | 2         | 10        | 10        | 19 de noviembre de 2020 | 4 de febrero de 2021    |
|           | 3         | 10        | 10        | 28 de octubre de 2021   | 11 de noviembre de 2021 |
|           | 4         | 10        | 10        | 18 de agosto de 2022    | 1 de septiembre de 2022 |
|           | 5         | 4         | 4         | 30 de noviembre de 2023 | 30 de noviembre de 2023 |

### Primera temporada (2020)
| N.º en serie | N.º en temp. | Título                      | Fecha de lanzamiento original |
| ------------ | ------------ | --------------------------- | ----------------------------- |
| 1            | 1            | «Selena + Ludo Lefebvre»    | 13 de agosto de 2020          |
| 2            | 2            | «Selena + Antonia Lofaso»   | 13 de agosto de 2020          |
| 3            | 3            | «Selena + Candice Kumai»    | 13 de agosto de 2020          |
| 4            | 4            | «Selena + Roy Choi»         | 20 de agosto de 2020          |
| 5            | 5            | «Selena + Jon and Vinny»    | 20 de agosto de 2020          |
| 6            | 6            | «Selena + Nancy Silverton»  | 20 de agosto de 2020          |
| 7            | 7            | «Selena + Angelo Sosa»      | 27 de agosto de 2020          |
| 8            | 8            | «Selena + Tanya Holland»    | 27 de agosto de 2020          |
| 9            | 9            | «Selena + Daniel Holzman»   | 27 de agosto de 2020          |
| 10           | 10           | «Selena + Nyesha Arrington» | 27 de agosto de 2020          |

### Segunda temporada (2020-21)
| N.º en serie | N.º en temp. | Título                                   | Fecha de lanzamiento original |
| ------------ | ------------ | ---------------------------------------- | ----------------------------- |
| 11           | 1            | «Selena + Curtis Stone»                  | 21 de enero de 2021           |
| 12           | 2            | «Selena + JJ Johnson»                    | 21 de enero de 2021           |
| 13           | 3            | «Selena + José Andrés»                   | 21 de enero de 2021           |
| 14           | 4            | «Selena + Marcus Samuelsson»             | 28 de enero de 2021           |
| 15           | 5            | «Selena + Kelis Rogers»                  | 28 de enero de 2021           |
| 16           | 6            | «Selena + Jordan Andino»                 | 28 de enero de 2021           |
| 17           | 7            | «Selena + Marcela Valladolid»            | 4 de febrero de 2021          |
| 18           | 8            | «Selena + Evan Funke»                    | 4 de febrero de 2021          |
| 19           | 9            | «Selena + Graham Elliot»                 | 4 de febrero de 2021          |
| 20           | 10           | «Selena + Aarti Sequeira: Friendsgiving» | 19 de noviembre de 2020       |

### Tercera temporada (2021)
| N.º en serie | N.º en temp. | Título                    | Fecha de lanzamiento original |
| ------------ | ------------ | ------------------------- | ----------------------------- |
| 21           | 1            | «Selena + Kwame Onwuachi» | 28 de octubre de 2021         |
| 22           | 2            | «Selena + Ayesha Curry»   | 28 de octubre de 2021         |
| 23           | 3            | «Selena + Aarón Sánchez»  | 28 de octubre de 2021         |
| 24           | 4            | «Selena + Fabio Viviani»  | 4 de noviembre de 2021        |
| 25           | 5            | «Selena + Richard Blais»  | 4 de noviembre de 2021        |
| 26           | 6            | «Selena + Padma Lakshmi»  | 4 de noviembre de 2021        |
| 27           | 7            | «Selena + Esther Choi»    | 11 de noviembre de 2021       |
| 28           | 8            | «Selena + Sophia Roe»     | 11 de noviembre de 2021       |
| 29           | 9            | «Selena + Gabe Kennedy»   | 11 de noviembre de 2021       |
| 30           | 10           | «Selena + Jamie Oliver»   | 11 de noviembre de 2021       |

### Cuarta temporada (2022)
| N.º en serie | N.º en temp. | Título                       | Fecha de lanzamiento original |
| ------------ | ------------ | ---------------------------- | ----------------------------- |
| 31           | 1            | «Selena + Ludo Lefebvre»     | 18 de agosto de 2022          |
| 32           | 2            | «Selena + Kristen Kish»      | 18 de agosto de 2022          |
| 33           | 3            | «Selena + DeVonn Francis»    | 18 de agosto de 2022          |
| 34           | 4            | «Selena + Rachael Ray»       | 25 de agosto de 2022          |
| 35           | 5            | «Selena + Nick DiGiovanni»   | 25 de agosto de 2022          |
| 36           | 6            | «Selena + Adrienne Cheatham» | 25 de agosto de 2022          |
| 37           | 7            | «Selena + Matty Matheson»    | 1 de septiembre de 2022       |
| 38           | 8            | «Selena + Priya Krishna»     | 1 de septiembre de 2022       |
| 39           | 9            | «Selena + Paola Velez»       | 1 de septiembre de 2022       |
| 40           | 10           | «Selena + Gordon Ramsay»     | 1 de septiembre de 2022       |

### Quinta temporada (2023)
| N.º en serie | N.º en temp. | Título                        | Fecha de lanzamiento original |
| ------------ | ------------ | ----------------------------- | ----------------------------- |
| 41           | 1            | «Selena + Alex Guarnaschelli» | 30 de noviembre de 2023       |
| 42           | 2            | «Selena + Michael Symon»      | 7 de diciembre de 2023        |
| 43           | 3            | «Selena + Claudette Zepeda»   | 14 de diciembre de 2023       |
| 44           | 4            | «Selena + Eric Adjepon»       | 21 de diciembre de 2023       |

## Producción
El 5 de mayo de 2020, HBO Max dio luz verde a la serie de cocina de 10 episodios presentada por Selena Gomez y desarrollada por Aaron Saidman y Selena Gomez. Gómez fue productora ejecutiva de la serie junto a Eli Holzman, Leah Hariton y Saidman. El concepto de la serie se inspiró en la propia experiencia de Gomez y su lucha con cocinar para ella misma mientras está en cuarentena, y los productores se comprometieron a documentar esto de manera que fuera "no ensayado, sin filtros y verdaderamente sin guión". El 27 de agosto de 2020, HBO Max renovó la serie para una segunda temporada. El 23 de abril de 2021, HBO Max renovó la serie por tercera temporada. La tercera temporada se transmitió desde octubre hasta noviembre del 2021, donde fue renovada para una cuarta temporada. En abril del 2022, Gómez mediante tiK tok reveló que comenzó a grabar la cuarta temporada de la serie.
Filmado durante la pandemia de COVID-19, se siguieron estrictos protocolos de seguridad, sin que ningún miembro del equipo de personal estuviera presente en la cocina de Gomez. Los chefs que aparecen en cada episodio aparecen de forma remota.

## Estreno
La serie estrenó el 13 de agosto de 2020 en HBO Max. La segunda temporada de la serie estrenó el 19 de noviembre de 2020 y continuó con más episodios el 21 de enero de 2021.

## Recepción
Para la primera temporada, el agregador de reseñas Rotten Tomatoes reportó una calificación de aprobación del 100% basada en 5 revisiones críticas.